# IC 1762
IC 1762 — галактика типу SBbc (компактна витягнута галактика) у сузір'ї Піч.
Цей об'єкт міститься в оригінальній редакції індексного каталогу.